# Lençóis
Lençóis è un comune nello stato di Bahia in Brasile. La popolazione è di 11.499 (stima del 2020) in un'area di 1277 km2.  La città ha un'atmosfera coloniale ben conservata ed è il punto di partenza per escursioni nella Chapada Diamantina. La città è servita dall'aeroporto Horácio de Mattos.